# Stora Klavetjärnen
Stora Klavetjärnen är en sjö i Dals-Eds kommun i Dalsland och ingår i Örekilsälvens huvudavrinningsområde. Sjön har en area på 0,0693 kvadratkilometer och ligger 179,4 meter över havet. Sjön avvattnas av vattendraget Hakån.

## Delavrinningsområde
Stora Klavetjärnen ingår i det delavrinningsområde (653948-127222) som SMHI kallar för Ovan Stampbäcken. Medelhöjden är 194 meter över havet och ytan är 5,16 kvadratkilometer. Det finns inga avrinningsområden uppströms utan avrinningsområdet är högsta punkten. Hakån som avvattnar avrinningsområdet har biflödesordning 2, vilket innebär att vattnet flödar genom totalt 2 vattendrag innan det når havet efter 70 kilometer. Avrinningsområdet består mestadels av skog (92 procent). Avrinningsområdet har 0,07 kvadratkilometer vattenytor vilket ger det en sjöprocent på 1,3 procent.